# Nectandra embirensis
Espèce
Statut de conservation UICN

 DD  : Données insuffisantes
Nectandra embirensis est une espèce de plantes à fleurs de la famille des Lauraceae. Elle est trouvée au Brésil, en Équateur et au Pérou. Elle est menacée par la perte de son habitat. 

## Publication originale
- Acta Amazonica 5(2): 160 (–161), f. 3. 1975.